# Eupanacra poulardi
Eupanacra poulardi là một loài bướm đêm thuộc họ Sphingidae. Nó được tìm thấy ở Sulawesi.
Chiều dài cánh trước là 23–27 mm. Nó giống với Eupanacra elegantulus nhưng lớn hơn.